# کسی کمان
کسی کمان یک ستاره است که در صورت فلکی کمان قرار دارد.